# Jerry Fielding
Jerry Fielding, eigentlich Joshua Feldman (* 17. Juni 1922 in Pittsburgh; † 17. Februar 1980 in Toronto) war ein US-amerikanischer Radiosprecher, Arrangeur und Film- und Fernsehkomponist. Er starb an einem Herzinfarkt.

## Arbeit beim Radio und Fernsehen
Fielding begann seine Karriere als freischaffender Theaterarrangeur in Pittsburgh, bevor er für das Radio arbeitete. Anfang der 1950er-Jahre kam er nach Hollywood und war als Arrangeur und musikalischer Leiter für das Fernsehen tätig darunter einige frühe Folgen der TV- und Radioversionen von You Bet Your Life, moderiert von Groucho Marx. Fielding ist auch bekannt für die Vertonungen von zwei Folgen der Serie Star-Trek („Kennen Sie Tribbles?“ und „Wild West im Weltraum“). Er schrieb auch die Titelmelodien für die Fernsehserien Die Sieben-Millionen-Dollar-Frau und Ein Käfig voller Helden.
Im Bereich des Swing arbeitete er in den 1940er-Jahren als Arrangeur für die Orchester von Alvino Rey und Charlie Barnet. 1953 stellte er eine Probenband (u. a. mit Conrad Gozzo, Buddy Collette, Sam Donahue, Gerald Wiggins) zusammen, mit der er sein erstes Album, Jerry Fielding & His Great New Orchestra (Trend) aufnahm. 1955 arbeitete er für die Sängerin Jeri Southern. Sein Album Fielding's Formula nahm er im September 1956 für Decca Records in Los Angeles auf; in der Band spielten u. a. Joe Howard, Buddy Collette, Hymie Gunkler, John Williams (Piano), Red Callender und Lucy Ann Polk als Sängerin. Im Bereich des Jazz war er zwischen 1940 und 1977 an 36 Aufnahmesessions beteiligt.
Durch das Komitee für unamerikanische Umtriebe kam er auf die „Schwarze Liste“ und konnte erst wieder 1961 für die Studios arbeiten. Otto Preminger holte ihn für die Musik zu dessen Film Sturm über Washington, in dem Frank Sinatra den Song „Heart of Mine“ vorstellt. In den 1960er-Jahren arbeitete Fielding weiter für das Fernsehen (The Tim Conway Show); in den 1970er-Jahren für Clint Eastwood.

## Auszeichnungen
Jerry Fielding wurde für drei Oscars nominiert:
- 1969: The Wild Bunch – Sie kannten kein Gesetz („Musik (Original Score for a Motion Picture)“)
- 1971: Wer Gewalt sät („Musik (Original Dramatic Score)“)
- 1976: Der Texaner („Musik (Original Score)“)

Darüber hinaus erhielt er 1980 einen Emmy für High Midnight („Outstanding Achievement in Music Composition for a Limited Series or a Special (Dramatic Underscore)“) – allerdings erst nach seinem Tod.

## Filmografie (Auswahl)
- 1962: Sturm über Washington (Advise and Consent)
- 1965–1971: Ein Käfig voller Helden (Hogan's Heroes)
- 1966: Noon Wine
- 1969: The Wild Bunch – Sie kannten kein Gesetz (The Wild Bunch)
- 1971: Johnny zieht in den Krieg (Johnny got his gun)
- 1971: Wer Gewalt sät (Straw Dogs)
- 1972: Chatos Land
- 1972: Junior Bonner
- 1972: Kalter Hauch (The Mechanic)
- 1973: Scorpio, der Killer (Scorpio)
- 1973: Revolte in der Unterwelt (The Outfit)
- 1974: Spieler ohne Skrupel (The Gambler)
- 1974: Bring mir den Kopf von Alfredo Garcia (Bring Me the Head of Alfredo Garcia)
- 1975: Die Killer-Elite (The Killer Elite)
- 1976: Die Bären sind los (The Bad News Bears)
- 1976: Der Unerbittliche (The Enforcer)
- 1977: Der Mann, der niemals aufgibt (The Gauntlet)
- 1977: Des Teufels Saat (Demon Seed)
- 1977: Zwei ausgebuffte Profis (Semi-Tough) – Regie: Michael Ritchie
- 1978: U-Boot in Not (Gray Lady Down)
- 1979: Jagd auf die Poseidon (Beyond the Poseidon Adventure)
- 1979: Flucht von Alcatraz (Escape from Alcatraz)
- 1980: Schreie der Nacht (Funeral Home)

## Diskographische Hinweise
- Jerry Fielding and His Great New Orchestra (1953)
- Jerry Fielding Plays a Dance Concert (1953)
- After 8:00 with the Jerry Fielding Orchestra (1954)
- Sweet With a Beat (Decca, 1954)
- Swingin' in Hi-Fi (Decca, 1956), u. a. mit Maynard Ferguson, Buddy Collette, Marty Paich, Red Callender
- Fielding's Formula (Decca, 1956)
- Hollywoodwind Jazztet (Decca, 1957)
- Art Pepper: The Gauntlet – Original Film Soundtrack (Warner Bros., 1977), mit Jon Faddis, Mike Lang, Shelly Manne, Orchestra, Jerry Fielding (cond, arr)